# 三氟化镓
三氟化镓（GaF3）是一种无机化合物。这种白色固体的熔点超过1000°C，但是在950°C左右就会升华。它具有FeF3型结构，镓原子为6配位。三氟化镓可由F2或HF与Ga2O3反应制得，而(NH4)3GaF6的热分解也可以制得它。三氟化镓几乎不溶于水。蒸发GaF3和HF的混合溶液可以获得三水合物GaF3·3H2O，后者受热时水解形成碱式盐GaF2(OH)。三氟化镓与无机酸反应生成剧毒的氢氟酸。
|            |             |              |             |
| 轴向结构图 | 沿c轴结构图 | Ga的配位构型 | F的配位构型 |

## 扩展阅读
- Barrière, A.S.; Couturier, G.; Gevers, G.; Guégan, H.; Seguelond, T.; Thabti, A.; Bertault, D. . Thin Solid Films. 1989, 173 (2): 243. doi:10.1016/0040-6090(89)90140-5.